# نصب كابريلو التذكاري الوطني
نصب كابريلو التذكاري الوطني (بالإسبانية: Monumento nacional Cabrillo)‏ هو نصبٌ تذكاري وسياحي يقعُ في الطرف الجنوبي لشبه جزيرة بوينت لوما في سان دييغو، كاليفورنيا، الولايات المتحدة. يحيي هذا النصب ذكرى هبوط خوان رودريغيز كابريلو في خليج سان دييغو في 28 أيلول/سبتمبر 1542. كان هذا الحدث هو المرة الأولى التي تطأ فيها بعثة أوروبية ما أصبح فيما بعد الساحل الغربي للولايات المتحدة. تم تصنيف الموقع على أنه معلم كاليفورنيا التاريخي رقم 56 في عام 1932، وأُدرجَت المنطقة في السجل الوطني للأماكن التاريخية في 15 أكتوبر 1966. توفر الحديقة إطلالة على ميناء وأفق سان دييغو، وكذلك جزيرة كورونادو والمحطة الجوية البحرية الشمالية. في الأيام الصافية، يمكن رؤية مساحة واسعة من المحيط الهادئ وتيخوانا وجزر كورونادو المكسيكية. يعرض مركز الزوار فيلمًا عن رحلة كابريلو ولديه معروضات عن الرحلة الاستكشافية.
منارة أولد بوينت لوما (بالإنجليزية: Old Point Loma Lighthouse)‏ هي أعلى نقطة في المنتزه وقد كانت رمزًا في سان دييغو منذ عام 1855. أُغلِقَت المنارة في عام 1891، وافتتحت واحدة جديدة على ارتفاع منخفض، لأن الضباب والغيوم المنخفضة غالبًا ما تحجب الضوء في موقعها 129 مترًا (422) قدم) فوق مستوى سطح البحر. أصبحت المنارة القديمة الآن متحفًا، ويمكن للزوار دخولها ومشاهدة بعض مناطق المعيشة. تشمل المنطقة التي يضمُّها النصب التذكاري الوطني العديد من المنشآت العسكرية السابقة، مثل بطاريات المدفعية الساحلية، التي بُنيت لحماية ميناء سان دييغو من السفن الحربية المعادية. مبنى عسكري سابق يستضيف معرضًا يحكي قصة التاريخ العسكري في بوينت لوما. يحتفل مهرجان كابريلو السنوي المفتوح بذكرى كابريلو مع إعادة تمثيل هبوطه فيما يُعرف بنقطة الصابورة (بالإنجليزية: Ballast Point)‏ في خليج سان دييغو. تقام الأحداث الأخرى في النصب التذكاري الوطني وتشمل ما يُعرف بحدث كومياي فضلًا عن الأحداث التي تخصُّ الغناء والرقص البرتغالي والمكسيكي، والأكشاك التي تُقدّم الطعام القديم والإقليمي، وإعادة تمثيل تاريخية لمخيم من القرن السادس عشر، وأنشطة للأطفال وغير ذلك.

## التاريخ

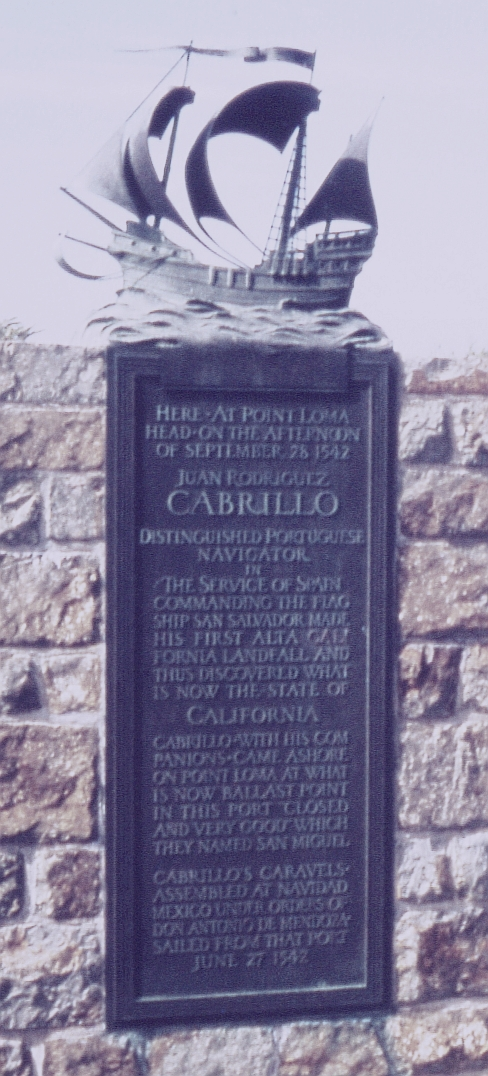
لوحة 1935 في نصب كابريلو التذكاري

في 14 أكتوبر 1913، وبموجبِ إعلان رئاسي، حجز وودرو ويلسون 0.5 أكر (2,000 م2) من حصن روسكرانس لبناء تمثال بطولي لخوان رودريغيز كابريلو. بحلول عام 1926، لم يكن قد تم وضع أي تمثال وتم إلغاء نظام بنما، لذلك سمح كالفن كوليدج للأبناء الأصليين للغرب بإقامة نصب تذكاري مناسب، لكنهم أيضًا لم يتمكنوا من تنفيذ المهمة. استُخدِمَت المنطقة القريبة من مدخل النصب التذكاري الوطني لأنشطة الطيران الشراعي في 1929-1935. تم إنشاء العديد من سجلات التحمل المرتفعة بواسطة وليام هولي بولس وآخرون بما في ذلك أول رحلة مدتها ساعة واحدة في طائرة شراعية، ورحلة مدتها 15 ساعة في عام 1930 والتي تجاوزت الرقم القياسي العالمي لتحليق التحمل. حتى تشارلز ليندبيرغ حلق في طائرة شراعية بولس على طول منحدرات بوينت لوما في عام 1930. يمكن العثور على علامات هذه الإنجازات بالقرب من المدخل، وقد تم التعرف على الموقع باعتباره معلمًا وطنيًا مرتفعًا من قبل المتحف الوطني المرتفع.
عُيّن الموقع على أنه معلم تاريخي في كاليفورنيا رقم 56 في عام 1932 لإحياء ذكرى هبوط خوان رودريغيز كابريلو في خليج سان دييغو في 28 سبتمبر 1542، وهي أول بعثة أوروبية تطأ ما أصبح فيما بعد الساحل الغربي للولايات المتحدة. تم إجراء تجديد كبير للنصب التذكاري الذي تبلغ مساحته نصف فدان في عام 1935 ؛ تم تجديد المنارة المتدهورة، وتم بناء طريق جديد للنصب التذكاري، وقدم السفير البرتغالي لدى الولايات المتحدة لوحة برونزية تكريمًا لكابريلو باعتباره "ملاحًا برتغاليًا متميزًا في خدمة إسبانيا" الذي جعل "أول جزيرة ألتا كاليفورنيا".
في عام 1939، طلبت الحكومة البرتغالية تمثالًا بطوليًا لكابريلو وتبرعت به للولايات المتحدة.  يبلغ ارتفاع تمثال الحجر الرملي، الذي نفذه النحات ألفارو دي بري، 14 قدم (4.3 م) يبلغ طوله 14,000 رطل (6,400 كـغ). كان التمثال مخصصًا لمعرض البوابة الذهبية الدولي في سان فرانسيسكو لكنه وصل متأخراً للغاية وتم تخزينه في مرآب في أوكلاند بكاليفورنيا. تمكن عضو مجلس الشيوخ آنذاك إد فليتشر من الحصول على التمثال في عام 1940 بسبب اعتراضات مسؤولي منطقة الخليج وشحنه إلى سان دييغو. تم تخزينه لعدة سنوات في أراضي مركز التدريب البحري في سان دييغو، بعيدًا عن الأنظار، وتم تثبيته أخيرًا في نصب كابريلو التذكاري في عام 1949. تعرض تمثال الحجر الرملي لعوامل الطقس الشديدة بسبب موضعه المكشوف وتم استبداله في عام 1988 بنسخة طبق الأصل مصنوعة من الحجر الجيري.
كان نصب كابريلو محظورًا على الجمهور خلال الحرب العالمية الثانية لأن الطرف الجنوبي بأكمله لشبه جزيرة بوينت لوما كان مخصصًا للأغراض العسكرية. بعد الحرب، تم توسيع منطقة النصب التذكاري الوطني بشكل كبير من قبل الرئيسين أيزنهاور وفورد. تضم حاليًا أكثر من 140 أكر (57 ها). تم إدراج المنطقة في السجل الوطني للأماكن التاريخية في 15 أكتوبر 1966

## النباتات والحيوانات

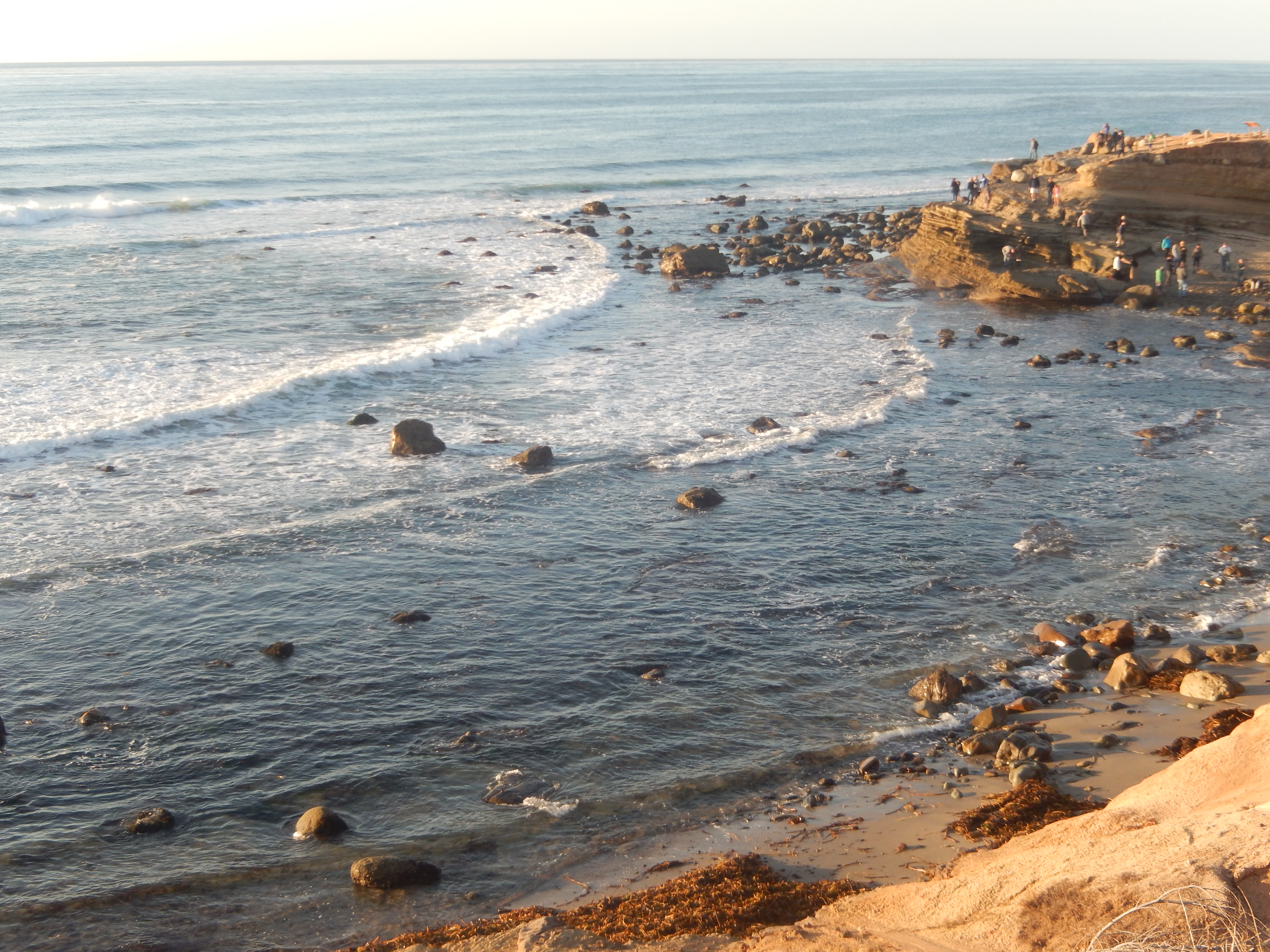
نصب كابريلو التذكاري الوطني

على الرغم من عوامل مثل سمية ميناء سان دييغو، والإفراط في حصاد الأنواع المحلية، والتطورات واسعة النطاق لـ 3.1 مليون من سكان منطقة سان دييغو - كارلسباد الحضرية، وإدخال الأنواع الغريبة والضارة إلى المنطقة، هناك لا تزال مجموعة كبيرة من النباتات والحيوانات التي تعيش في منطقة النصب التذكاري.

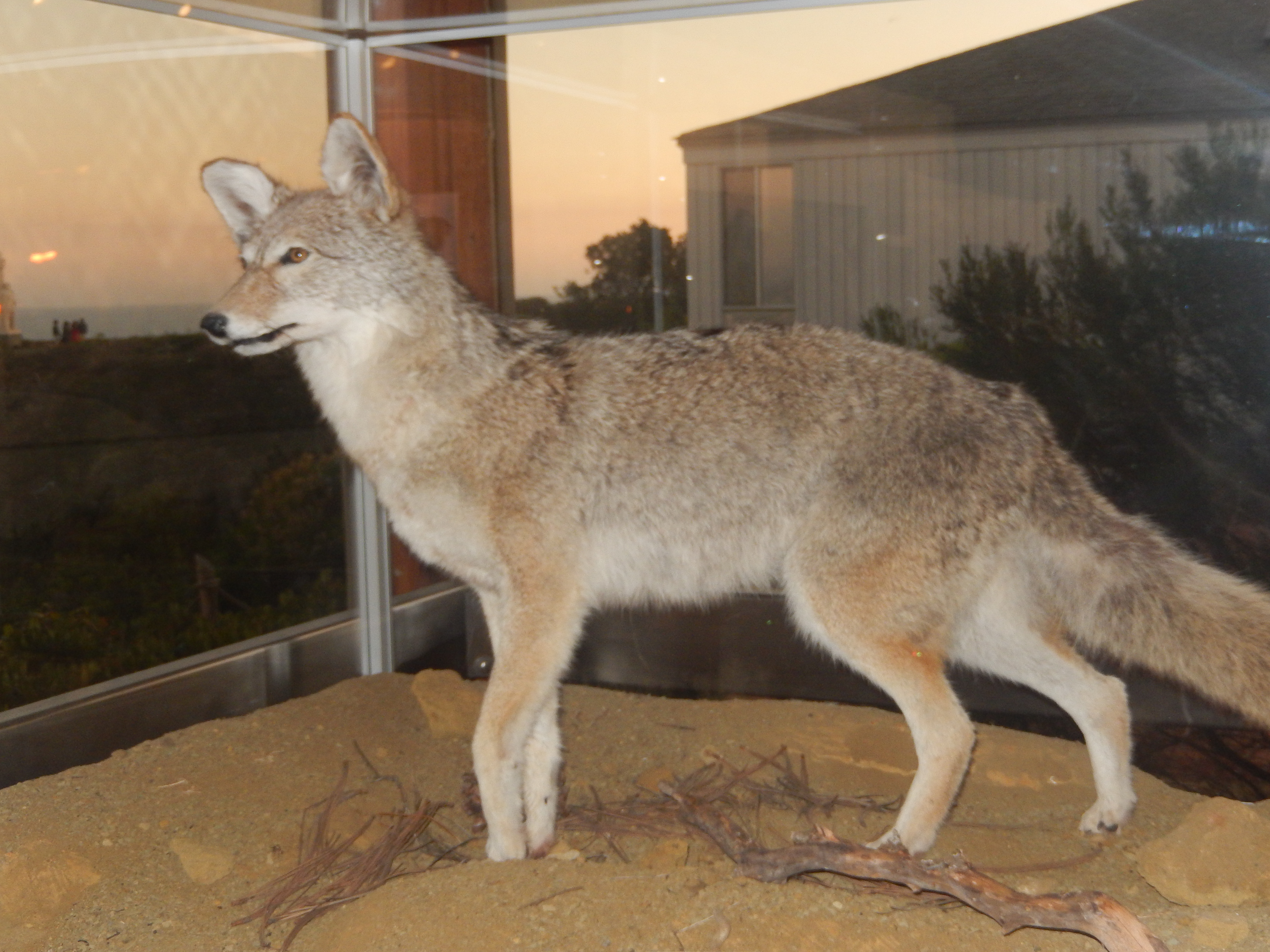
معرض ذئب البراري في مركز زوار كابريلو

تقع واحدة من أكثر مجتمعات الحيوانات ازدهارًا وتنوعًا في نصب كابريلو التذكاري الوطني في منطقة المد والجزر وبرك المد والجزر. تشمل الأنواع التي تعيش في برك المد والجزر الطحالب المرجانية، الخيتون، خس البحر، ونكة شائعة، شقار، إسقلبينينات، السرطان الناسك، نجم البحر الهش، سمكة غاريبالدي، قنفذ البحر، سرجس، الأخطبوط، قنبرة الماء المتورد. ينصح النصب التذكاري بأن أفضل وقت لمشاهدة برك المد والجزر يكون في أواخر الخريف أو الشتاء، عندما يتم تصنيف المد والجزر على أنه سلبي واحد أو أقل خلال ساعات النهار.

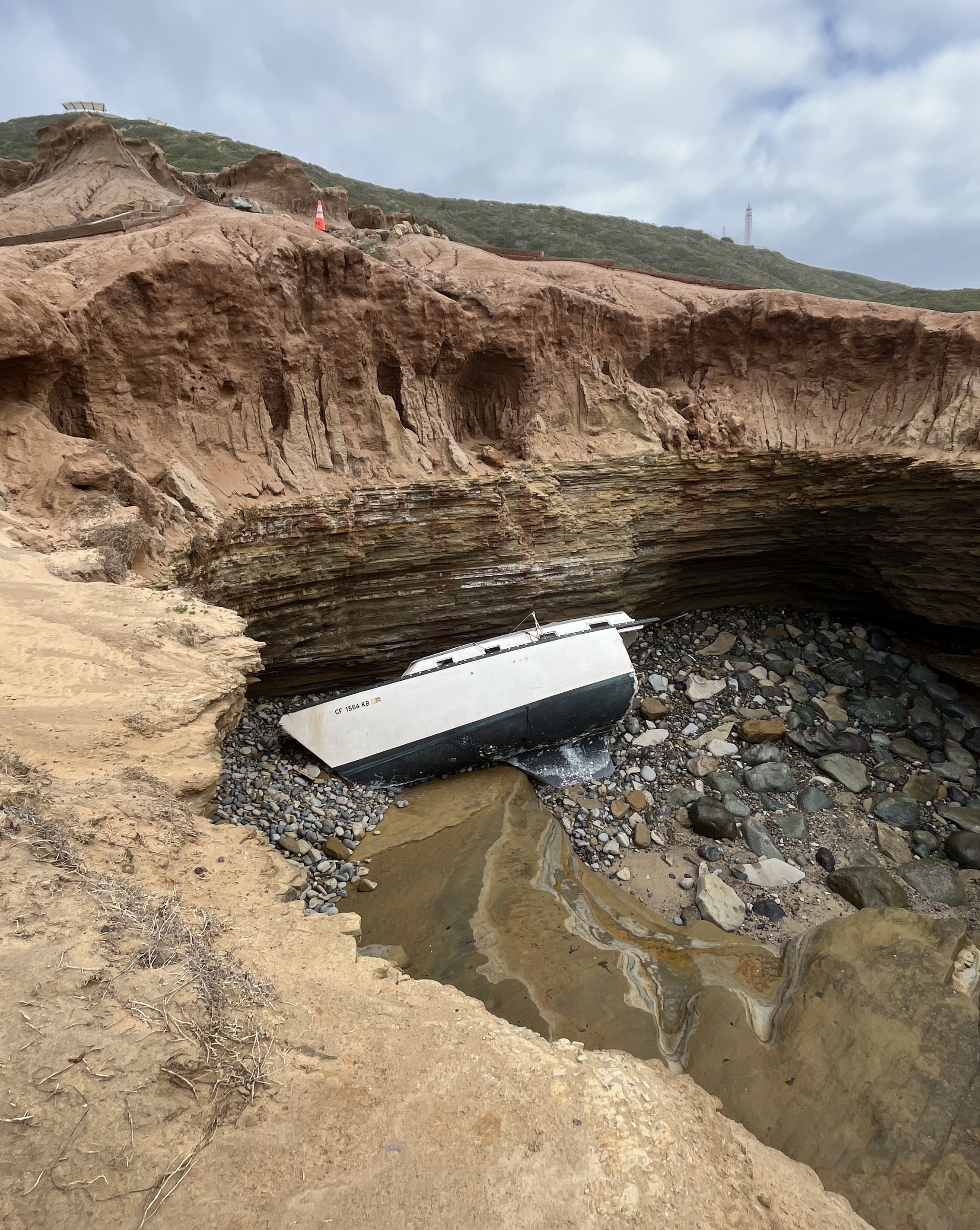
قارب عالق في تيدبول في نصب كابريو الوطني

في فصل الشتاء (من ديسمبر إلى مارس)، يمكن رؤية الحيتان الرمادية المهاجرة قبالة الساحل من محطة وايل أوفرلوك (بالإنجليزية: Whale Overlook)‏، على بعد 100 ياردة جنوب المنارة القديمة. تأسست في عام 1950، كانت أول نقطة مراقبة عامة لمشاهدة الحيتان في العالم. خلال السنة الأولى من التشغيل، زار 10000 شخص مركز المراقبة لمراقبة هجرة الحيتان الرمادية.
يوفر الموطن الأصلي للمريمية الساحلية على طول بايسايد تريل مكانًا للتنزه أو الاسترخاء، فضلاً عن موطن جدير بالملاحظة للحياة البرية. يتم دعم أنشطة الحديقة من قبل مؤسسة النصب التذكاري الوطني كابريلو (بالإنجليزية: Cabrillo National Monument Foundation)‏، وهي منظمة خاصة غير ربحية تساعد في الأنشطة التعليمية والمشاريع الخاصة بالإضافة إلى تشغيل مكتبة في الموقع. كما نشرت المؤسسة العديد من الكتب في الموضوعات التاريخية والعلمية المتعلقة بالنصب التذكاري.

### الأنواع الأصلية وغير الأصلية
واجهت النظم البيئية للمنتزه أنواعًا متعددة غير أصلية ليست في الأصل جزءًا من الموائل ولكن تم إدخالها وتكييفها مع مرور الوقت. أحد الأمثلة على الأنواع غير الأصلية التي تضر بالأنواع المحلية هي النمل الأرجنتيني. لقد أزاح هذا النمل النمل الأصلي، وقد أثر ذلك على سكان السحالي ذات القرون الساحلية، والتي كانت تأكل النمل الأصلي فقط. في تلك المناطق التي أقام فيها النمل الأرجنتيني مستعمرات، لم يعد يتم العثور على السحلية ذات القرون الساحلية.

## مناخ
| مخطط المناخ Cabrillo National Monument | مخطط المناخ Cabrillo National Monument | مخطط المناخ Cabrillo National Monument | مخطط المناخ Cabrillo National Monument | مخطط المناخ Cabrillo National Monument | مخطط المناخ Cabrillo National Monument | مخطط المناخ Cabrillo National Monument | مخطط المناخ Cabrillo National Monument | مخطط المناخ Cabrillo National Monument | مخطط المناخ Cabrillo National Monument | مخطط المناخ Cabrillo National Monument | مخطط المناخ Cabrillo National Monument |
| --- | -------------------------------------- | -------------------------------------- | -------------------------------------- | -------------------------------------- | -------------------------------------- | -------------------------------------- | -------------------------------------- | -------------------------------------- | -------------------------------------- | -------------------------------------- | -------------------------------------- |
| 01 | 02                                     | 03                                     | 04                                     | 05                                     | 06                                     | 07                                     | 08                                     | 09                                     | 10                                     | 11                                     | 12                                     |
| 22 18 11 | 25 22 14                               | 50 25 16                               | 20 28 17                               | 6 25 14                                | 1 27 17                                | 1 29 20                                | 3 32 20                                | 5 30 22                                | 7 28 20                                | 22 23 14                               | 56 16 11                               |
| متوسط درجة-الحرارة °س مجاميع الهطل مم |                                        |                                        |                                        |                                        |                                        |                                        |                                        |                                        |                                        |                                        |                                        |
| بالوحدات الإنكليزية \| 01 \| 02 \| 03 \| 04 \| 05 \| 06 \| 07 \| 08 \| 09 \| 10 \| 11 \| 12 \| \| 0.9 64 52 \| 1 72 57 \| 2 77 61 \| 0.8 82 63 \| 0.2 77 57 \| 0 81 63 \| 0 84 68 \| 0.1 90 68 \| 0.2 86 72 \| 0.3 82 68 \| 0.9 73 57 \| 2.2 61 52 \| \| متوسط درجة-الحرارة °ف مجاميع الهطول ″ \| \| \| \| \| \| \| \| \| \| \| \| |                                        |                                        |                                        |                                        |                                        |                                        |                                        |                                        |                                        |                                        |                                        |
| 01 | 02                                     | 03                                     | 04                                     | 05                                     | 06                                     | 07                                     | 08                                     | 09                                     | 10                                     | 11                                     | 12                                     |
| 0.9 64 52 | 1 72 57                                | 2 77 61                                | 0.8 82 63                              | 0.2 77 57                              | 0 81 63                                | 0 84 68                                | 0.1 90 68                              | 0.2 86 72                              | 0.3 82 68                              | 0.9 73 57                              | 2.2 61 52                              |
| متوسط درجة-الحرارة °ف مجاميع الهطول ″ |                                        |                                        |                                        |                                        |                                        |                                        |                                        |                                        |                                        |                                        |                                        |

| 01                                    | 02      | 03      | 04        | 05        | 06      | 07      | 08        | 09        | 10        | 11        | 12        |
| 0.9 64 52                             | 1 72 57 | 2 77 61 | 0.8 82 63 | 0.2 77 57 | 0 81 63 | 0 84 68 | 0.1 90 68 | 0.2 86 72 | 0.3 82 68 | 0.9 73 57 | 2.2 61 52 |
| متوسط درجة-الحرارة °ف مجاميع الهطول ″ |         |         |           |           |         |         |           |           |           |           |           |

## منارات بوينت لوما

### منارة أولد بوينت لوما
في عام 1851، بعد عام من دخول كاليفورنيا إلى الاتحاد، اختارت هيئة المسح الساحلية الأمريكية مرتفعات بوينت لوما لتكون وسيلة مساعدة ملاحية. بدت القمة وكأنها الموقع الصحيح: كانت ترتفع 422 قدمًا فوق مستوى سطح البحر، وتطل على الخليج والمحيط، ويمكن أن تكون المنارة هناك بمثابة ضوء للميناء ومنارة ساحلية. بدأ بناء المنارة في أوائل عام 1854 واكتمل في نوفمبر 1855. بحلول أواخر صيف عام 1854، تم الانتهاء من العمل. مر أكثر من عام قبل أن يصل جهاز الإضاءة - عدسة فريسنل بارتفاع خمسة أقدام من الدرجة الثالثة، وهي أفضل تقنية متاحة - من فرنسا وتم تركيبها. عند الغسق يوم 15 نوفمبر 1855، صعد الحارس الدرج المتعرج وأشعل مصباح الزيت لأول مرة. في طقس صافٍ كان ضوءه مرئيًا في البحر لمسافة 25 ميلاً. على مدار الـ 36 عامًا التالية، باستثناء الليالي الضبابية، رحبت بالبحارة في ميناء سان دييغو. ومع ذلك، فإن موقع المنارة على قمة جرف يبلغ ارتفاعه 400 قدم يعني أن الضباب والسحب المنخفضة غالبًا ما تحجب الضوء عن رؤية السفن. في 23 مارس 1891، تم إطفاء الشعلة بشكل دائم وتم استبدال الضوء بمنارة نيو بوينت لوما على ارتفاع منخفض. في عام 1984، أضاءت خدمة المتنزهات القومية (بالإنجليزية: National Park Service)‏ النور لأول مرة منذ 93 عامًا للاحتفال بعيد ميلاد الموقع 130.

### منارة نيو بوينت لوما
بعد صعود المنارة القديمة في عام 1891، نقل الحارس عائلته وممتلكاتهم إلى محطة إضاءة جديدة في أسفل التل، والتي لا تزال نشطة. يمكن رؤيته من وايل أوفرلوك، على بعد 100 ياردة جنوب منارة أولد بوينت لوما، أو من منطقة ما يُعرَف بمسبح المد والجزر.

## مركز الزوار
يقدم مركز الزوار مكانًا لشراء الهدايا التذكارية والتعرف على تاريخ المنتزه. كما يتيح المركز للزوار فرصة التواصل مع بارك رينجرز والمتطوعين. يمكن للزوار معرفة قراءات الطقس لليوم، ووقت المد المنخفض، والحصول على جواز سفر الحديقة الوطنية مختومًا، وزيارة معرض "عصر الاستكشاف"، ومعرفة أوقات محادثات الحارس/الجولات المصحوبة بمرشدين وعروض القاعة. تقدم القاعة عدة عروض يوميًا، وتضم ثلاثة أفلام مختلفة بما في ذلك: بحثا عن كابريو (بالإنجليزية: In Search of Cabrillo)‏، وعلى حافة البر والبحر (بالإنجليزية: On the Edge of Land and Sea)‏ والنفس الأول: الحيتان الرماديّة (بالإنجليزية: First Breath: Gray Whales)‏. يستضيفُ نصب كابريلو التذكاري الوطني أيضًا برنامج جونيور رينجر (بالإنجليزية: Junior Ranger)‏ حيثُ يمكن للأطفال الحصول على شارة جونيور رينجر من خلال استكشاف المتنزه وتعبئة ورقة نشاط. في عام 2013، تم الاحتفال بما يُعرف بيوم الحارس الصغير في 27 أبريل.

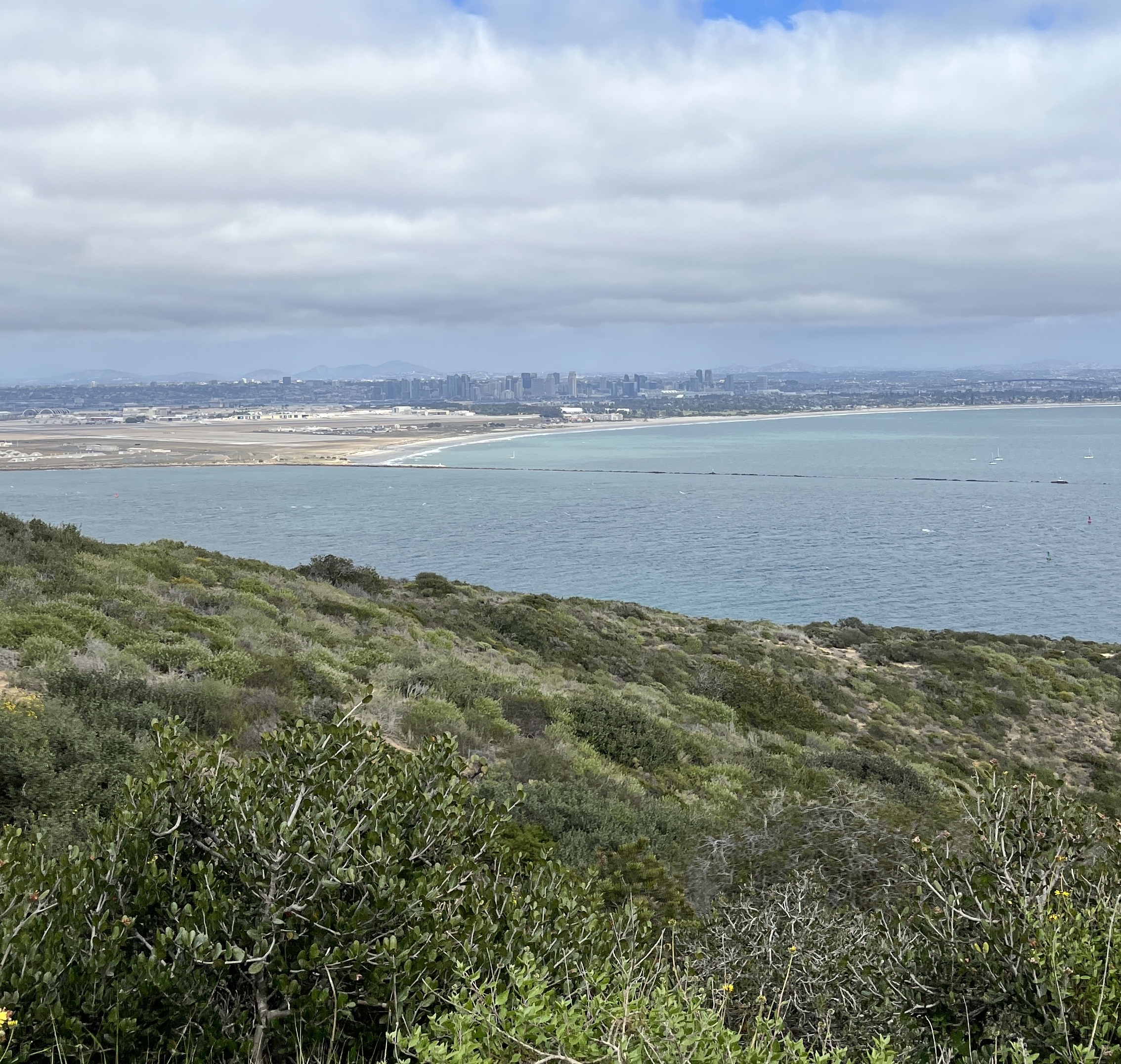
منظر لِسَان دييغو في نصب كابريلو التذكاري الوطني

## الأحداث
هناك العديد من الأحداث على مدار العام. كل عام هناك عدد قليل من "عطلات نهاية الأسبوع المجانية" حيث يتم التنازل عن رسوم دخول الحديقة لجميع الضيوف. تشمل الأحداث السنوية الأخرى "Whale Watch Weekend" و "Founder's Day" و "Open Tower Day". يقام "Whale Watch Weekend" في شهر يناير ويتضمن عارضين ومسارات خاصة بقيادة الحراس ومحادثات حيث يبحث الضيوف عن الحيتان خلال هجرة الحيتان الرمادية في المحيط الهادئ السنوية. يحتفل "يوم المؤسس"، 25 آب / أغسطس، بتأسيس مصلحة المتنزهات الوطنية في نصب كابريلو التذكاري الوطني ؛ "يوم البرج المفتوح"، 15 نوفمبر، يصادف ذكرى منارة أولد بوينت لوما. البرج الموجود أعلى المنارة، والذي عادة ما يكون مغلقًا للزوار، مفتوح للجمهور في هذين اليومين. تحتوي الحديقة أيضًا على أحد المخابئ المحصنة التي تم تجديدها بالكامل في الحرب العالمية الثانية والمفتوحة للجمهور في يوم السبت الرابع من كل شهر.
تم التخطيط لإحياء ذكرى مرور أربعة أيام للسنة المئوية للحديقة في 11-14 أكتوبر 2013، ولكن تم إلغاؤه بسبب الإغلاق الجزئي لوظائف حكومة الولايات المتحدة. أعادت الحديقة تحديد موعد الاحتفال بالذكرى المئوية ليتزامن مع الاحتفال السنوي "حصن روزكرانس يذهب للحرب"، تكريمًا لسان دييغو والحرب العالمية الثانية، في 7-8 ديسمبر 2013. وجرت بعض الأحداث المئوية الأخرى المخطط لها في عام 2014.

## صالة عرض

Cabrillo National Monument
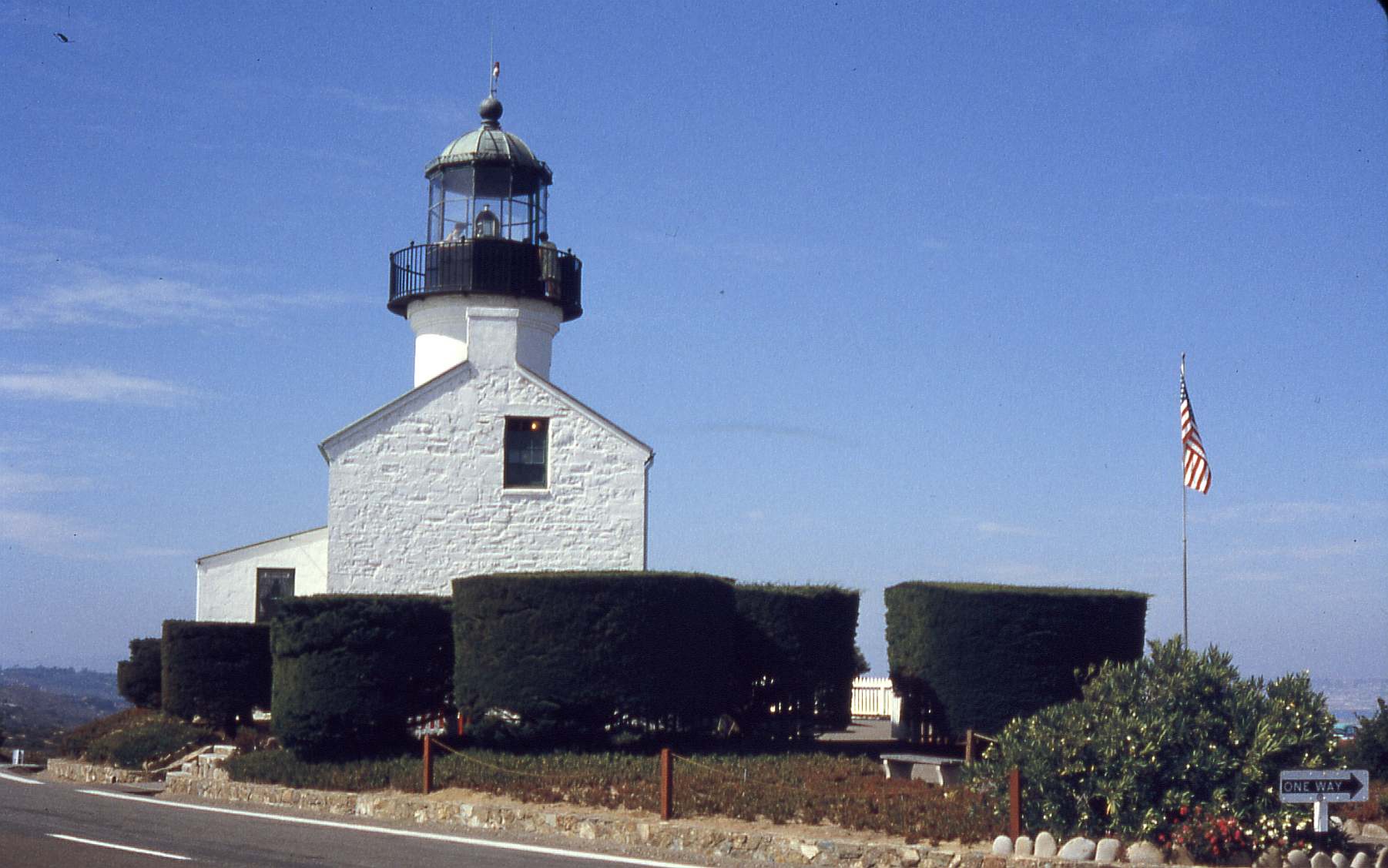
الجانب الأمامي، منارة بوينت لوما القديمة، أغسطس 1962
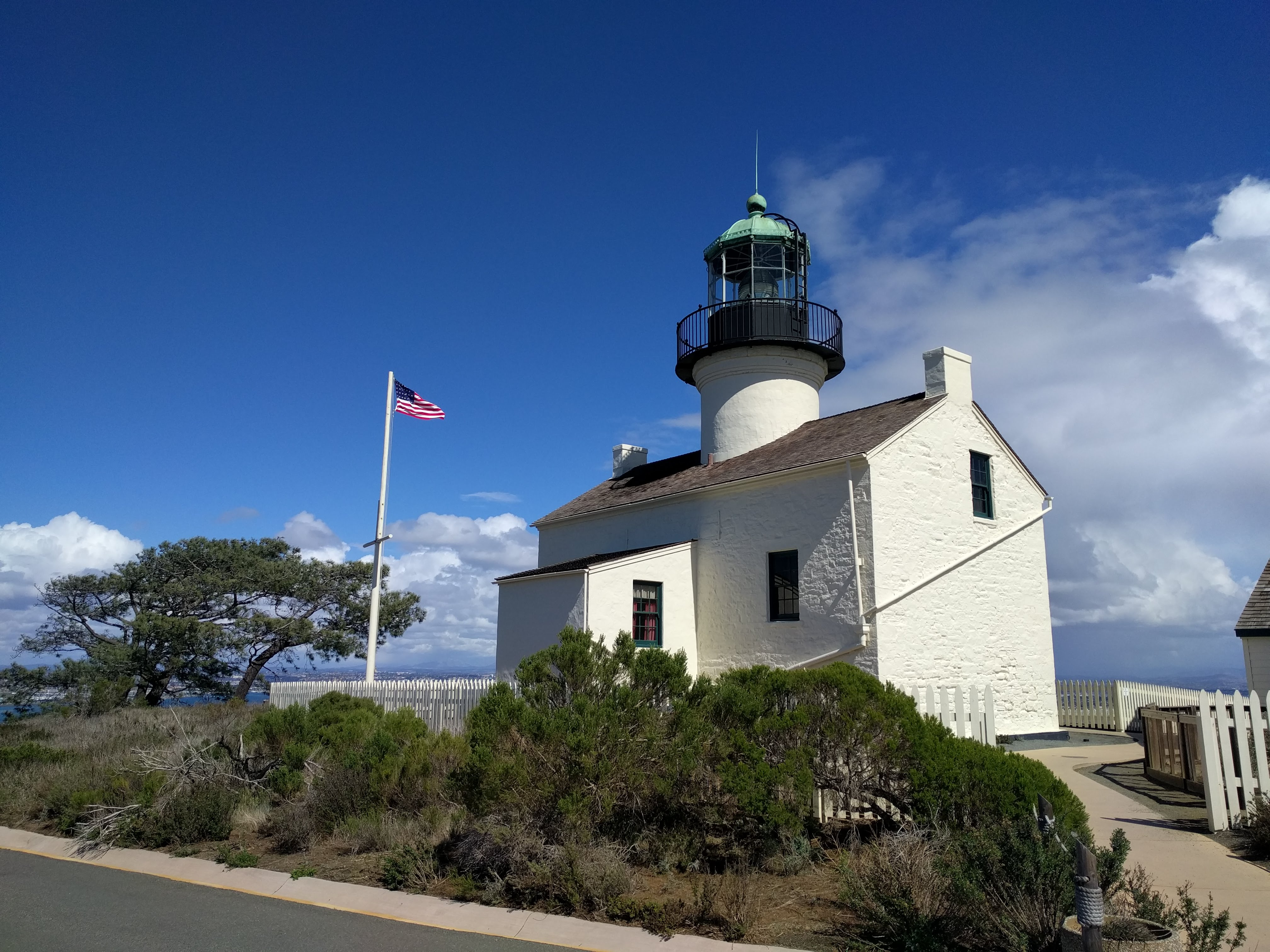
منظر ثلاثي الربع، منارة أولد بوينت لوما، فبراير 2018
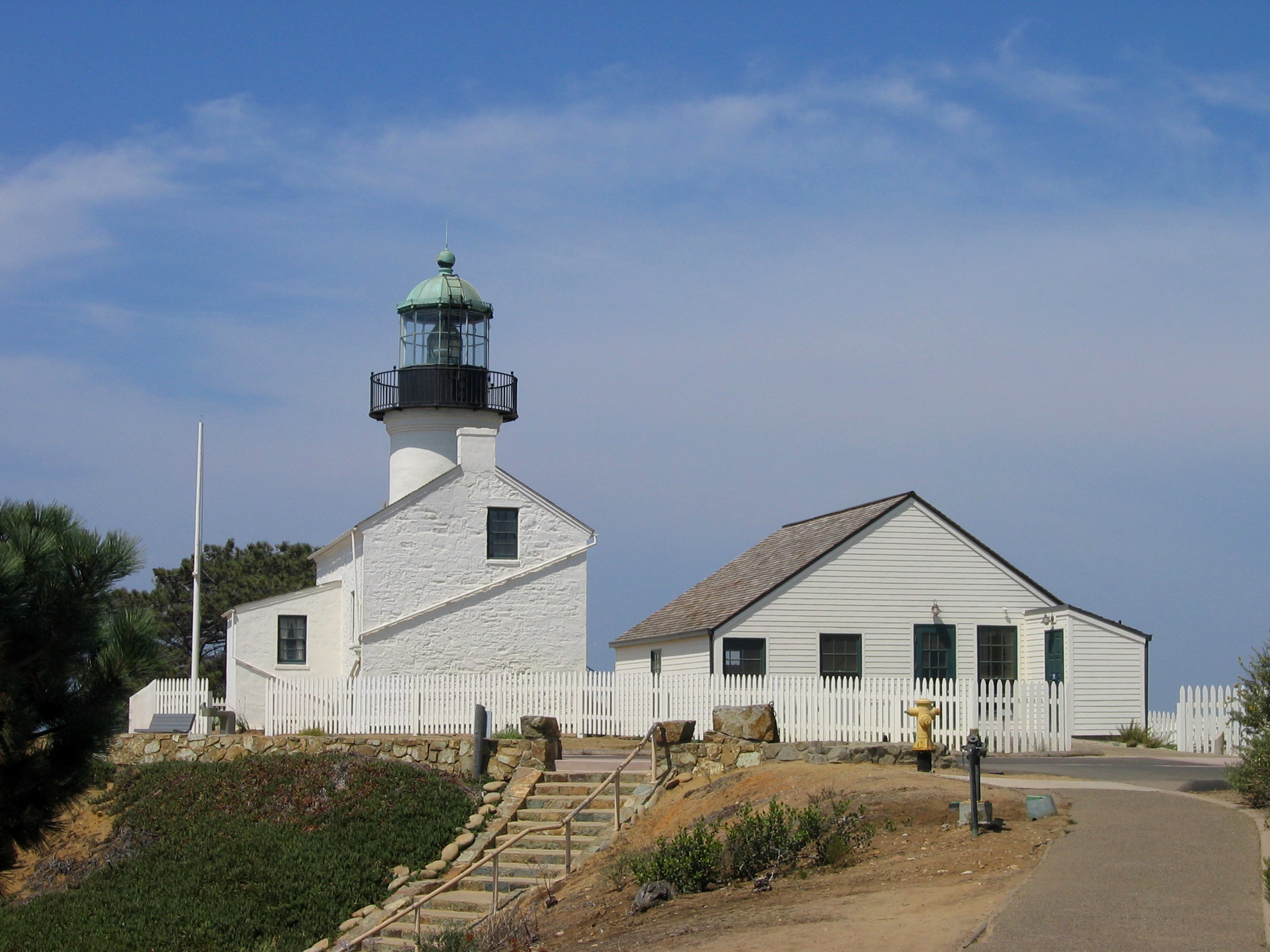
منظر خلفي، منارة أولد بوينت لوما
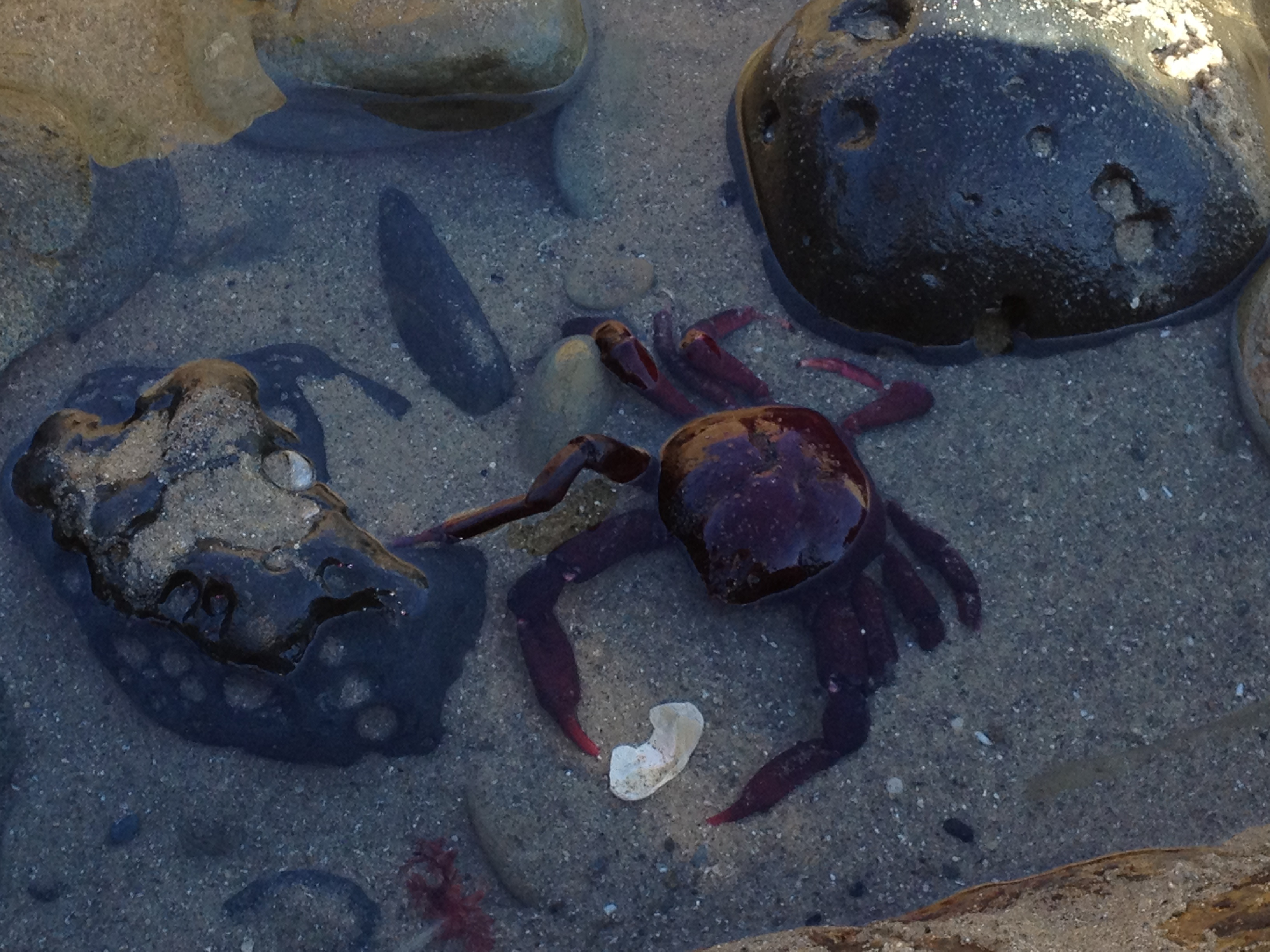
سلطعون تم العثور عليه في CNM tidepools، فبراير 2013
كورونادو من Old Point Loma Lighthouse، فبراير 2013كورونادو من Old Point Loma Lighthouse، فبراير 2013
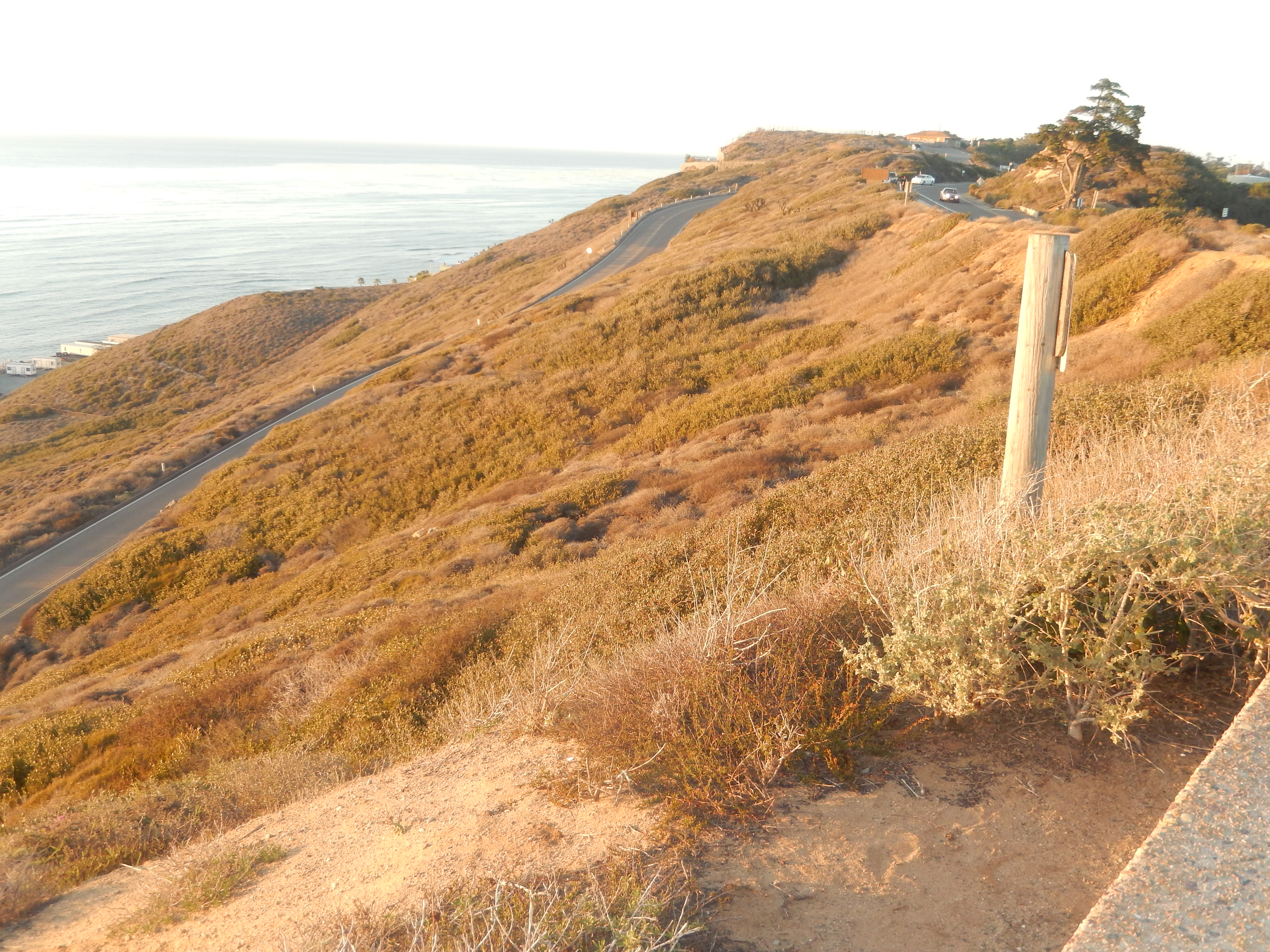
الظروف الجافة في النصب التذكاري الوطني كابريلو، ديسمبر 2013
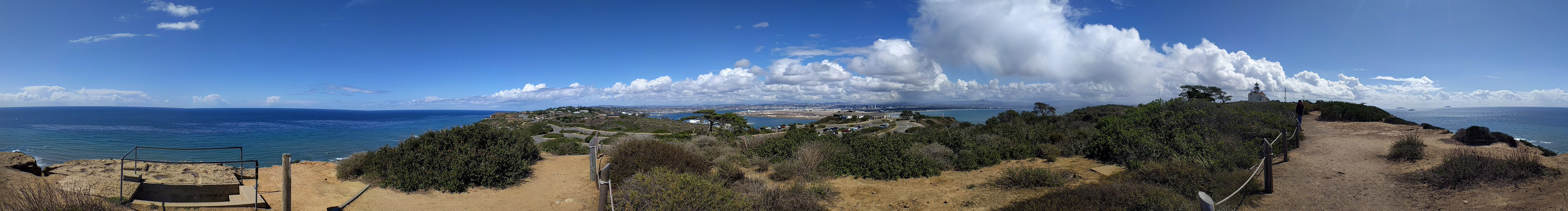
بانوسفير في نصب كابريلو التذكاري الوطني
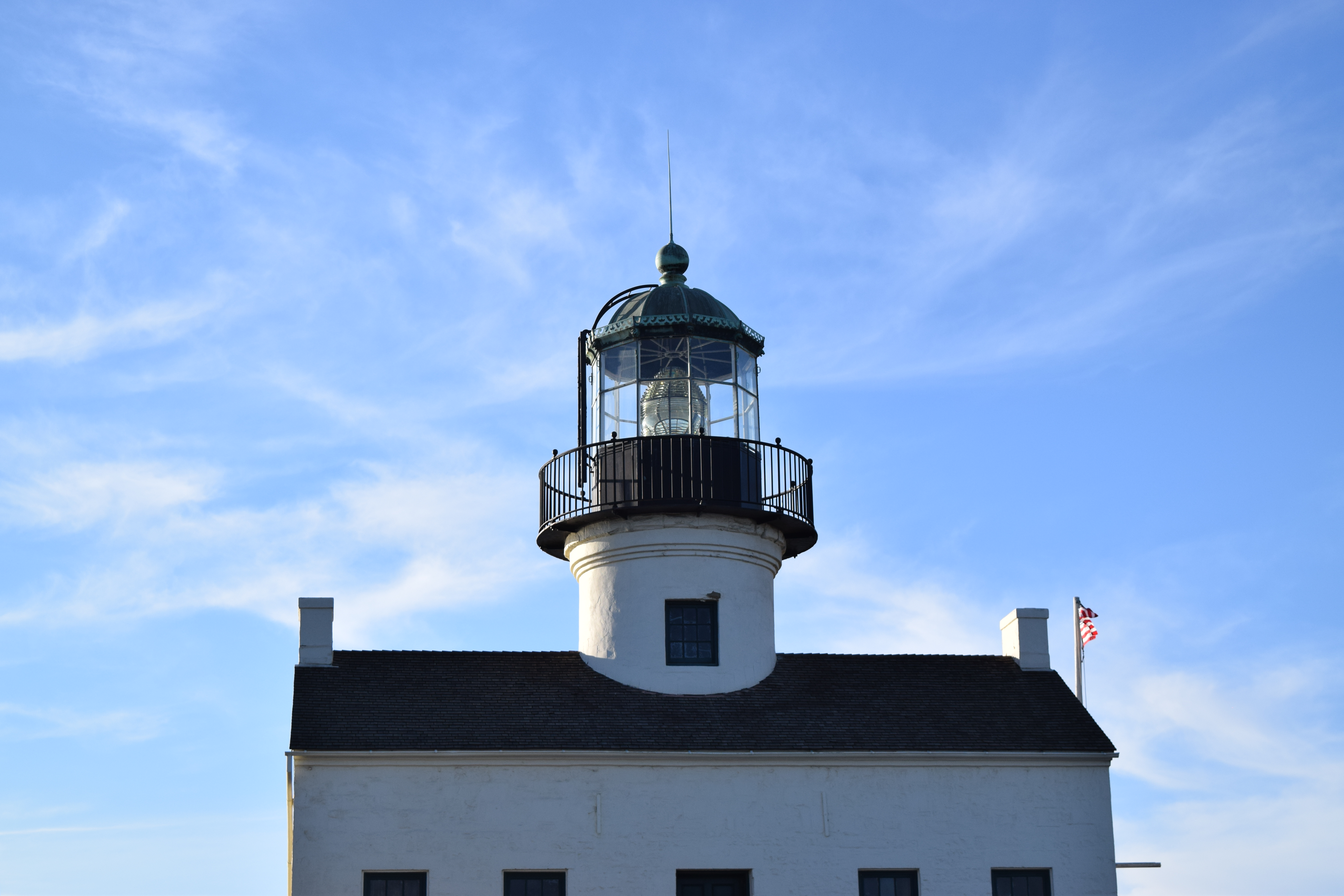
منزل Cabrillo Light House من الشرق اعتبارًا من 12-2020

## أنظر أيضا
- مواقع التراث الإسباني
- متنزهات في سان دييغو

## روابط خارجية
- الموقع الرسمي
- Cabrillo National Monument Map
- Cabrillo National Monument Foundation
- The Origin and Development of Cabrillo National Monument 1981 NPS administrative history
- Early History of the California Coast, a National Park Service Discover Our Shared Heritage Travel Itinerary